# 阿托 (桑坦德省)
阿托是哥倫比亞的城鎮，位於該國東北部，由桑坦德省負責管轄，距離首府布卡拉曼加120公里，始建於1825年4月25日，面積182平方公里，海拔高度1,160米，2005年人口2,358。

## 外部連結
- （西班牙文） Hato official website

6°35′N 73°20′W / 6.583°N 73.333°W